# Dalí – Die Ausstellung am Potsdamer Platz

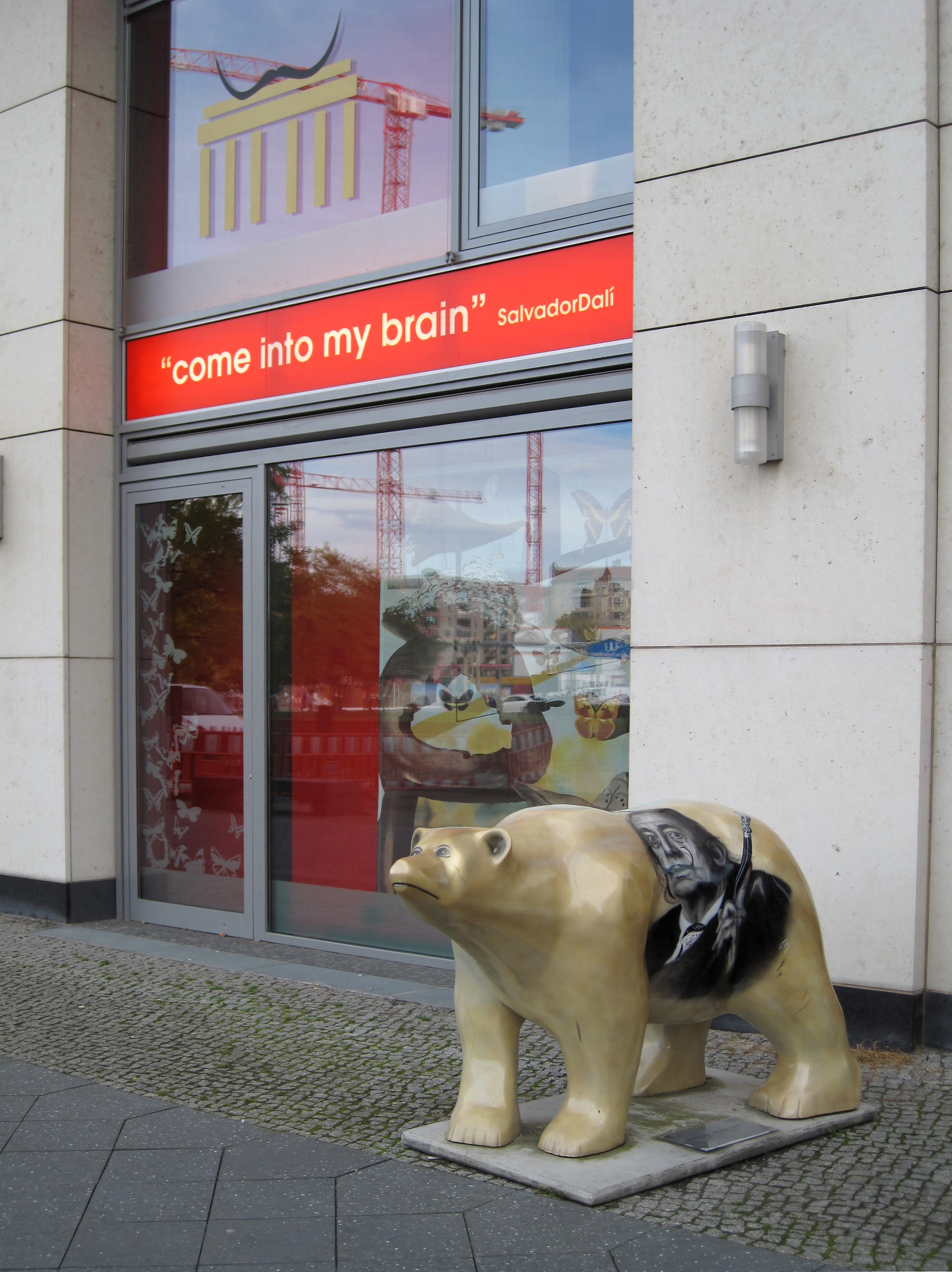
Eingangsbereich mit Buddy Bär „Dali“

Dalí – Die Ausstellung am Potsdamer Platz ist ein privates Museum im Besitz von Carsten Kollmeier, das von 2009 bis 2021 in Berlin zu sehen war. Gezeigt wurden Werke des spanischen Künstlers Salvador Dalí. Das Museum wurde am 5. Februar 2009 eröffnet.

## Entstehung
Dalí – Die Ausstellung wurde erstmals 2001 in Kooperation mit dem Land Baden-Württemberg im Schloss Schwetzingen unter der Schirmherrschaft des damaligen Finanzministers des Landes und des Spanischen Generalkonsuls eröffnet. Danach ging sie in Deutschland auf Tour und wurde unter anderem 2002 in Kooperation mit der Difa (heute Union Investment) im Chilehaus Hamburg gezeigt. Im Jahr 2006 wurde Dalí – Die Ausstellung erstmals in Berlin gezeigt. Damals war es eine temporäre Ausstellung im Dom Aquarée in Berlin-Mitte. 2007 bis 2008 wurde sie im Westteil der Stadt am Kurfürstendamm in der ehemaligen Filmbühne Wien auf ca. 4.000 m² neu inszeniert. Die gute Resonanz der Besucher und die wachsende Nachfrage führten dazu, dass der Vertreter der Leihgeber und Initiator Carsten Kollmeier einen festen Ort in der Kulturmetropole Berlin für eine museale Dauerausstellung suchte und in Räumen am Leipziger Platz fand. Vom 5. Februar 2009 bis zum 20. Dezember 2021 war das Museum für den Publikumsverkehr geöffnet. Eine Wiedereröffnung an anderem Ort ist geplant.

## Werke
Die Exponate der Ausstellung stammen aus privaten Sammlungen aus der ganzen Welt. Insgesamt stehen dem Kurator und Initiator Carsten Kollmeier 3000 Arbeiten zur Verfügung. Aus diesem Pool werden über 450 Stücke in den Ausstellungsräumen gezeigt, die in regelmäßigen Abständen wechseln. Es handelt sich ausschließlich um Originale, die Bandbreite reicht von Graphiken wie Holzschnitten, Kaltnadelradierungen und Lithografien über illustrierte Bücher, Skulpturen, dreidimensionale Installationen bis hin zu Arbeitsdokumenten und Filmsequenzen. Dalís erste lithographische Arbeit Don Quichotte de la Mancha ist ausgestellt, ebenso wie die Holzschnitte zu Dantes Göttlicher Komödie und die Skulptur der Surrealistische Engel.